# チカラ
CHIKARA（チカラ）は、アメリカ合衆国のペンシルベニア州フィラデルフィアを拠点としていたプロレス団体である。団体名の由来は漢字の"力"であり、団体のロゴにも使用されていた。不祥事により2020年6月に活動を終了している。

## 特徴
ルチャリブレに特化させた試合を展開するアメリカのプロレス界には稀有なプロレス団体として、その名を知らしめている。

## 特色
ルチャリブレの担い手たることを自認するCHIKARAでは「善玉選手」を「テクニコ」、「悪玉選手」を「ルード」と公式に呼んでいる。
共同主宰のマイク・クアッケンブッシュは理念についてアメリカのインディー団体にはいわゆるハードコアマッチに走りたがったり、創造物を拝借するだけのプロレス団体ばかりがひしめいているとした上で、そこにルネサンスをすなわち復興をもたらすというような旨の宣言を2002年に行っている。
興行はペンシルベニア州を舞台としているものの時にはコネチカット州、マサチューセッツ州、バーモント州を始めとした国内他州や国外への巡業も開催している。

## 歴史
2002年1月7日、マイク・クアッケンブッシュとトム・カーターがプロレスラー養成学校「チカラ・レッスル・ファクトリー」を設立。名称は日本のレッスル夢ファクトリーから着想を得たものであった。5月25日、「CHIKARA（チカラ）」と称してフィラデルフィアで旗揚げ戦を開催。同年、共同主宰のカーターが、その任を辞すに至った。
2004年7月、新たなる共同主宰としてクリス・ヒーローを迎え入れた。
2008年3月、ニュー・アルハンブラ・アリーナでPPV「キング・オブ・トリオ」を開催。総勢550名超という過去最大の観客動員記録を打ち立てた。
2009年6月、日本の大日本プロレスのサポートを受けてイサミレッスル武闘館と新木場1stRINGで日本大会「JAPAN TOUR」を開催。
2013年6月、資金難により活動停止。10月、現地のアニメ専門チャンネルが26大会分の権利を取得して活動再開。
2019年8月7日、日本の、みちのくプロレスとの業務提携を発表。

## タイトル

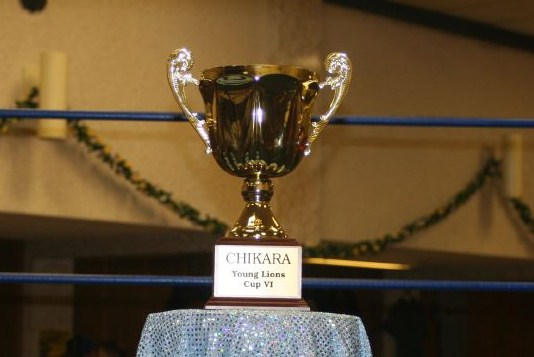
ヤングライオンズカップの優勝カップ

- グランド王座
- カンペオナトス・デ・パレージャス王座

トーナメント戦
- ヤングライオンズカップ

## 所属選手

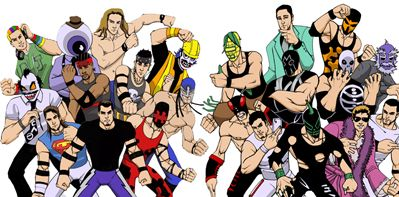
2005年に所属選手を描いた年鑑の表紙

- アーチバルド・ペック（Archibald Peck）
- アイスクリーム・ジュニア（Ice Cream Jr.）
- アサイアント（assailANT）
- イカルス（Icarus）
- ウルトラマンティス・ブラック（UltraMantis Black）
- エル・イホ・デル・アイスクリーム（El Hijo Del Ice Cream）
- オフィディアン（Ophidian）
- グラン・アクマ（Gran Akuma）
- グリズリー・レッドウッド（Grizzly Redwood）
- ダッシャー・ハットフィールド（Dasher Hatfield）
- グレッグ・アイアン（Greg Iron）
- シェーン・マシューズ（Shane Matthews）
- ジェイコブ・ハマーメイヤー（Jakob Hammermeier）
- シャード（The Shard）
- シュガー・ダンカートン（Sugar Dunkerton）
- ティム・ドンスト（Tim Donst）
- デヴィアント（Deviant）
- フライトメア（Frightmare）
- ブラスター・マクマッシブ（Blaster McMassive）
- マーク・アンジェロセッティ（Mark Angelosetti）
- マイク・クアッケンブッシュ（Mike Quackenbush）
- マックス・スマッシュマスター（Max Smashmaster）